# Laborec (kníže)
Laborec (rusínsky Лаборець, ukrajinsky Лаборець; datum narození a datum úmrtí v 9. století) byl legendární kníže raně feudálního státu slovanského kmenového svazu Bílých Chorvatů, žijících mezi řekami Tisa a Dunaj. Základem obrany tohoto státu byl hrad na místě nynějšího užhorodského zámku (castrum Hung). Podle středověkých pověstí na něm vládl právě kníže Laborec.

## Životopis
Historici předpokládají, že kníže Laborec vládl v době panování Svatopluka I. ve Velkomoravské říši (871 – 894), Olega v Kyjevské Rusi (879 – 912) a Symeona I. v první bulharské říši (893 – 927). Existuje předpoklad, že se kníže Laborec podřídil Svatoplukovi a platil mu daně. Také Symeon I., který rozšiřoval svou moc na sever, se snažil podřídit si Svatopluka.
Jméno knížete Laborce se poprvé objevuje v uherské kronice Anonyma (Gesta Hungarorum) z 12. století. V ní se uvádí, že se v roce 896 kníže Laborec postavil proti útokům uherských kmenů zpoza karpatských hor, v čele s Arpádem. V překladu:
| „ | Kníže Almoš se svou družinou přišel k pevnosti Hung, aby ji dobyl. Když začal stavět tábor u hradeb, tehdy velitel této pevnosti, kterého nazývali Laborec a v jejich jazyce byl kníže, dal se na útěk a chtěl se dostat do opevnění Zemlum (Zemplínsky hrad na Zemplíně, předpokládá se, že v současných Michalovciach). Vojáci ho pronásledovali a u řeky Sviržava ho chytili a tam ho na provaze uškrtili. Od toho dne nazvali řeku jménem Laborec. Tehdy kníže Almoš se svými lidmi vešel do pevnosti Hung, obětoval bohům velké oběti a hodovali 4 dny. | “ |

Příběh z Anonymovi kroniky je ovšem jenom legenda. V regionu Horní Tisa, která v té době patřila k Podkarpatské Rusi, ovšem skutečně existovali kmenoví vůdci, kteří byli poraženi v průběhu maďarských vpádů do střední Evropy.

## Odraz v kultuře
Jméno Laborec našlo široký význam v paměti rusínského národa. Existují o něm legendy a písně. Užhorodský historik Michail Lučkaj řekl slovenskému spisovatelovi Bohuslavovi Nosákovi-Nezabudovovi, který o něm později napsal první historickou pověst Laborec (Laborec – rusynska povisť). Kníže Laborec byl tématem dalších uměleckých děl: Anatolij Kralickij – Kňaz Laborec, Jevgenij Andrejevič Fencik – Pokorjenije Užgoroda (česky Dobytí Užhorodu), Marijka Podgorjanka – Kňaz Laborec, Vasiľ  Stepanovič Grenža-Donskij – Kňaz Laborec a další...
Socha knížete je umístěna nad obcí Habura. Je vysoká přes pět metrů a stojí na téměř dvoumetrovém podstavci z kamene. Autorem sochy je akademický sochař Ján Ťapák. V podstavci pod sochou je umístěna schránka s hlínou ze 106 rusínských vesnic, která symbolizuje jednotu Rusínů.
V červenci 2017 darovala nadace Drevený kostolík repliku sochy knížete Laborce Muzeu rusínské kultury v Prešově.